# Probles kunashiricus
Probles kunashiricus är en stekelart som beskrevs av Andrey Ivanovich Khalaim 2003. Probles kunashiricus ingår i släktet Probles och familjen brokparasitsteklar. Inga underarter finns listade i Catalogue of Life.